# 이충훈
이충훈(1984년 12월 27일 ~ )은 대한민국의 아나운서다.

## 경력
- 2012년 1월 ~ 현재 : 전주MBC 아나운서

## 현재 진행 프로그램

### 라디오
- 전주MBC 표준FM : 《MBC 5시 뉴스》

### TV
- 전주MBC : 《K-할매 소설클럽》
- 전주MBC : 《반갑습니다》
- 전주MBC : 《MBC 뉴스데스크》 전북권뉴스 - 주말 뉴스에 당직 앵커로 가끔씩 나온다.

## 과거 진행 프로그램

### TV
- 전주MBC : 《MBC 뉴스투데이》 전북권뉴스
- 전주MBC : 《930 MBC 뉴스》 전북권뉴스
- 전주MBC : 《생방송 뷰》

### 라디오
- 전주MBC 표준FM : 《홍혜정 이충훈의 여성시대》
- 전주MBC 표준FM : 《정진권, 이충훈의 2시만세》, 《김세아, 이충훈의 2시 N 놀자》
- 전주MBC 표준FM : 《MBC 정오 종합뉴스》
- 전주MBC 표준FM : 《우리말 나들이》
- 전주MBC FM4U : 《FM모닝쇼 이충훈입니다》

## 같이 보기
- 전주문화방송
- FM모닝쇼 이충훈입니다
- 목서윤
- 이다솜
- 모지안